# Валентин Павлов
Валентин Сергеевич Павлов е съветски икономист и политик, председател на Комитета по цените на СССР, министър на финансите на СССР и първи министър на СССР (14 януари – 22 август 1991).
Член на „Държавния комитет по извънредното положение“, по време на Августовския пуч в Русия. За участието си в пуча е арестуван, но поради влошено здравословно състояние е откаран в болница, където остава под охрана. Влиза в затвора, заедно с другите ръководители на опита за преврат. Излиза от затвора след амнистия, през 1994 г.
След излизането му от затвора е директор на търговска банка и сътрудник на редица икономически институти. В последните години от живота си е поддръжник на президента на Руската Федерация Владимир Путин.

## Биография
- 1958 – 1959 г. – инспектор на държавните приходи към финансовия отдел на Калининския изпълнителен комитет в Москва.
- 1959 – 1966 г. – икономист, старши икономист, заместник-началник на отдел в Управлението за финансово изграждане към Министерството на финансите на РСФСР.
- 1966 – 1968 г. – заместник-началник в Управлението на тежката индустрия към Министерството на финансите.
- 1968 – 1079 г. – заместник-началник на бюджетната служба към Министерството на финансите.
- 1079 – 1986 г. – началник на финансите, разходите и цените в Комитета за държавно планиране на СССР.
- 1981 – 1986 г. – член на управителния съвет за държавно планиране на СССР.
- 1986 г. – първи заместник-министър на финансите на СССР.
- 1986 – 1989 г. – председател на Държавния комитет по цените.
- 1989 – 1991 г. – министър на финансите; лейтенант към интендантска служба от запаса.

След оставката на Н. И. Рижков /26 декември 1990 г./ президентът на СССР М. С. Горбачов назначава В. Павлов за негов заместник. При тази промяна Съветът на министрите на Съветския съюз е преименуван в Кабинет на министрите на СССР, а председателят на Съветът на министрите на СССР – в министър-председател на СССР.

## Реформи
Участва в създаването на пенсионен фонд, на данъчна инспекция, в създаването на търговски банки, при привличането на начални инвестиции и капитали, при учредяването на първите кооперативи и съвместни предприятия.
В Русия ще се запомни издаденото само осем дни след назначаването му /22 януари 1991 г./ разпореждане да се изземат банкнотите от 50 и 100 рубли за кратко време – от 3 дни и замяната им с нови копюри, което води до значително вълнение и нараснало недоволство в страната. Тази „реформа“ е извършена три години след подобна парична реформа в Бирма от държавния секретар Сеин Лвин. И там това предизвиква много вълнения, дългосрочна дестабилизация в страната, съпроводена с кръвопролития и срив в икономиката.
Втора негова подобна разпоредба е повишаването на цените на основните потребителски стоки 2 – 3 пъти от 2 април 1991 г. с Постановление на Кабинета на министрите на СССР. Дотогава в продължение на десетилетия / от времето на Хрушчов/ цените са без промяна. След този акт инфлацията става постоянен спътник на икономическия живот на страната.

## Държавен комитет по извънредно положение (ДКИП) и след това
В. Павлов е бил един от организаторите на комитета на 19 август 1991 г. за разлика от останалите организатори след провала на преврата той не отива във Форос при Горбачов. Според справка на лечебно-оздравително отделение на Централната клиника
към Кабинета на министрите на СССР №200703/218 от 19 август 1991 г. Павлов е регистриран с диагноза „алкохолно отравяне“. На следващия ден 20.август той е хоспитализиран в Централна клиника с диагноза „хипертонична криза“1. На 22 август върналият се на поста си М.С. Горбачов с указ уволнява В. Павлов и в болницата е поставен под охрана. На 29 август бившия премиер е въдворен в затвора „Матроская тишина“, където вече се намира голяма част от участниците в Държавния комитет по извънредно положение.
След преразглеждане на „Случая Павлов“ той е освободен от затвора и през февруари 1994 г. е амнистиран на първото заседание на Държавната Дума на Руската федерация.
- 1994 – 1995 г. – президент на Часпромбанка; напуска поста на 31 август 1995 г.2, а на 13.02 1996 г. е отнет и лиценза на банката.
- 1996 – 1997 г. – съветник в Промстройбанка.

По-късно сътрудничи в множество икономически институции; заместник-президент е на Свободното икономическо общество на Русия.
През август 2002 г. В. Павлов е засегнат от инфаркт. През януари се връща на работа и обсъжда с М. И.Лапшин предстоящите през месец декември избори за Държавната Дума. На 12 март 2003 г.той претърпява масивен инсулт. Три дни лекарите се борят за живота му, но не успяват да го спасят. На 30 март 2003 г. В. Павлов умира.
Погребан е в Пятницкия гробищен парк до своите роднини.

## Награди
- Орден „Червено знаме на труда“;
- Орден „Почетен знак“

|  | Тази страница частично или изцяло представлява превод на страницата „Павлов, Валентин Сергеевич“ в Уикипедия на руски. Оригиналният текст, както и този превод, са защитени от Лиценза „Криейтив Комънс – Признание – Споделяне на споделеното“, а за съдържание, създадено преди юни 2009 година – от Лиценза за свободна документация на ГНУ. Прегледайте историята на редакциите на оригиналната страница, както и на преводната страница, за да видите списъка на съавторите. ВАЖНО: Този шаблон се отнася единствено до авторските права върху съдържанието на статията. Добавянето му не отменя изискването да се посочват конкретни източници на твърденията, които да бъдат благонадеждни. |